# Município de Mifflin (condado de Richland, Ohio)
O município de Mifflin (em inglês: Mifflin Township) é um município localizado no condado de Richland no estado estadounidense de Ohio. No ano de 2010 tinha uma população de 6.219 habitantes e uma densidade populacional de 103,98 pessoas por km².

## Geografia
O município de Mifflin encontra-se localizado nas coordenadas 40° 46′ 17″ N, 82° 24′ 37″ O. Segundo a Departamento do Censo dos Estados Unidos, o município tem uma superfície total de 59.81 km², da qual 57.04 km² correspondem a terra firme e (4.64%) 2.77 km² é água.

## Demografia
Segundo o censo de 2010, tinha 6.219 habitantes residindo no município de Mifflin. A densidade populacional era de 103,98 hab./km². Dos 6.219 habitantes, o município de Mifflin estava composto pelo 94.36% brancos, o 3.3% eram afroamericanos, o 0.23% eram amerindios, o 0.23% eram asiáticos, o 0.06% eram insulares do Pacífico, o 0.23% eram de outras raças e o 1.61% pertenciam a dois ou mais raças. Do total da população o 1.06% eram hispanos ou latinos de qualquer raça.